# 鎌倉十橋
鎌倉十橋（かまくらじっきょう）とは、鎌倉に流れる川に架かる橋で、重要な橋や伝説が残る10の橋をいう。江戸時代に『新編鎌倉志』で選定された。
鎌倉十橋とされたのは以下の10の橋である。
- 歌の橋[2]
- 夷堂橋：本覚寺の門前を流れる滑川に架かる橋[3]。
- 勝ノ橋[4]：暗渠となり標柱と敷石のみ残る
- 裁許橋
- 逆川橋[5]：暗渠となり明治期に建てた標柱が残る
- 十王堂橋[6]
- 筋違橋[1]：暗渠となり石碑のみ残る[3]。
- 針磨橋[7]
- 琵琶橋
- 乱橋[5]

## 関連文献
- 河井恒久 等編 編「巻之一 鶴岡八幡宮(琵琶小路)-琵琶橋」『新編鎌倉志』 第5冊、大日本地誌大系刊行会〈大日本地誌大系〉、1915年、4頁。NDLJP:952770/17。
- 河井恒久 等編 編「巻之五 裁許橋」『新編鎌倉志』 第5冊、大日本地誌大系刊行会〈大日本地誌大系〉、1915年、97-98頁。NDLJP:952770/63。
- 河井恒久 等編 編「巻之七 夷堂橋」『新編鎌倉志』 第5冊、大日本地誌大系刊行会〈大日本地誌大系〉、1915年、122頁。NDLJP:952770/76。